# Municipio de Kankakee (Illinois)
El municipio de Kankakee (en inglés: Kankakee Township) es un municipio ubicado en el condado de Kankakee en el estado estadounidense de Illinois. En el año 2010 tenía una población de 27558 habitantes y una densidad poblacional de 576,58 personas por km².

## Geografía
El municipio de Kankakee se encuentra ubicado en las coordenadas 41°6′27″N 87°51′31″O / 41.10750, -87.85861. Según la Oficina del Censo de los Estados Unidos, el municipio tiene una superficie total de 47.8 km², de la cual 46.55 km² corresponden a tierra firme y (2.61%) 1.25 km² es agua.

## Demografía
Según el censo de 2010, había 27558 personas residiendo en el municipio de Kankakee. La densidad de población era de 576,58 hab./km². De los 27558 habitantes, el municipio de Kankakee estaba compuesto por el 48.32% blancos, el 38.62% eran afroamericanos, el 0.31% eran amerindios, el 0.66% eran asiáticos, el 0.01% eran isleños del Pacífico, el 8.86% eran de otras razas y el 3.21% pertenecían a dos o más razas. Del total de la población el 17.36% eran hispanos o latinos de cualquier raza.